# 엘 맥퍼슨
엘 맥퍼슨(Elle Macpherson, 1964년 3월 29일 ~ )은 오스트레일리아의 배우, 모델이다.

## 출연 작품
- 사이렌스
- 디 엣지